# Úny
Úny là một thị trấn thuộc hạt Komárom-Esztergom, Hungary. Thị trấn này có diện tích 11,58 km², dân số năm 2010 là 733 người, mật độ 63 người/km².